# Aulacaspis tegalensis
Aulacaspis tegalensis är en insektsart som först beskrevs av Leo Zehntner 1898.  Aulacaspis tegalensis ingår i släktet Aulacaspis och familjen pansarsköldlöss. Inga underarter finns listade i Catalogue of Life.